# La venganza de Nofret
La venganza de Nofret es un libro de la escritora británica Agatha Christie, publicado en 1944, una de las pocas historias de la autora que no ocurre en el siglo XX. La trama tiene lugar en el Antiguo Egipto, con una explicación del contexto cultural de dicha civilización. Es la segunda obra de la autora con más asesinatos por desentrañar, después de Diez negritos.

## Argumento
Una joven viuda egipcia, Reniseb, regresa al hogar paterno tras la muerte de su esposo. Allí convivirá con sus hermanos y sus respectivas esposas, así como con su padre, que ha traído al hogar a una nueva concubina. La llegada de esta última perturba a la familia y desata la lucha por el poder, la codicia y el odio.

## Personajes
- Imhotep, un sacerdote
- Nofret, concubina de Imhotep recién llegada desde el norte
- Esa, madre de Imhotep
- Yahmose, Hijo mayor de Imhotep
- Satipy, esposa de  Yahmose
- Ipy, hijo menor de Imhotep
- Renisenb, hija de Imhotep
- Sobek, segundo hijo de Imhotep
- Kait, esposa de Sobek
- Henet, criada
- Hori, escriba de la familia
- Kameni, un escriba del norte
- Khay, esposo de Renisenb (fallecido)